# James W. Wood
James Wayne Wood (* 9. August 1924 in Paragould, Arkansas, USA; † 1. Januar 1990 in Melbourne, Florida, USA) war ein Colonel der United States Air Force und USAF-Astronautenanwärter.
Wood flog zehn Kriegseinsätze im Zweiten Weltkrieg und mehr als 100 im Koreakrieg.
Er erhielt 1954 den Bachelor of Science in Luft- und Raumfahrttechnik am Air Force Institute of Technology und wurde Testpilot an der Edwards Air Force Base. Im Jahr 1959 bewarb er sich erfolglos für die erste Gruppe der NASA-Astronauten.
Im April 1960 wurde Wood dagegen von der Air Force für das militärische Dyna-Soar-Programm ausgewählt, der Öffentlichkeit wurde diese Astronautengruppe allerdings erst im September 1962 bekannt gegeben. Wood war als Besatzung für den ersten bemannten Flug vorgesehen. Im Dezember 1963 wurde das Dyna-Soar-Programm aufgekündigt. Wood blieb Testpilot bei der USAF bis 1978, zuletzt im Range eines Commanders und bekleidete anschließend die Position des Director of Operations der Tracor Flight Systems in Newport Beach.